# Avrion Mitchison
Pour les articles homonymes, voir Mitchison.
(Nicholas) Avrion Mitchison, né le 5 mai 1928 et mort le 28 décembre 2022, est un zoologiste et immunologiste britannique .

## Biographie
Mitchison est né en 1928, fils de l'homme politique travailliste Dick Mitchison (baron Mitchison de Carradale dans le comté d'Argyll, décédé en 1970) et de sa femme, l'écrivain Naomi Haldane. Son oncle est le biologiste John Burdon Sanderson Haldane et son grand-père le physiologiste John Scott Haldane. Il est le frère du bactériologiste Denis Mitchison et du zoologiste Murdoch Mitchison.
Il est marié à Lorna Margaret Martin, fille du major-général John Simson Stuart Martin. Ils ont cinq enfants, Tim, Matthew, Mary, Hannah et Ellen. Deux sont les biologistes cellulaires Tim Mitchison et Hannah M. Mitchison.
Il fait ses études à la Leighton Park School et obtient une bourse d'études classiques au Balliol College. Il obtient son doctorat en philosophie au New College d'Oxford avec le prix Nobel Peter Medawar. Il entame ensuite une longue carrière en tant que professeur de zoologie à l'University College de Londres, où son oncle John Burdon Sanderson Haldane enseigne, à l'Institut national de recherche médicale de Mill Hill et en tant que directeur fondateur du Centre allemand de recherche sur les rhumatismes de Berlin (DRFZ) en Allemagne. Il est actuellement professeur émérite à l'University College de Londres.
Il participe à la découverte de la tolérance à la fois à faible dose et à dose élevée pour un seul antigène, un résultat surprenant dans le contexte de la théorie de base de la Sélection clonale, mais qui peut être compris dans le contexte de la théorie du réseau immunitaire. Il est également membre fondateur de la British Society for Immunology aux côtés de John H. Humphrey, Bob White et Robin Coombs.

## Recherches
Mitchison découvre le transfert de l'immunité de transplantation par des cellules sensibilisées, fournissant ainsi des preuves reliant l'immunité de transplantation à des réactions d'hypersensibilité de type « retardé ». Il conçoit une méthode pour révéler des mélanges de cellules de différents génotypes in vivo et l'utilise pour être égal d'abord en démontrant que le «facteur de récupération de rayonnement» est une greffe de cellules vivantes et non un agent humoral. Il effectue l'analyse quantitative la plus exacte de la tolérance jusqu'ici tentée dans un système cellulaire et prouve que la persistance de la tolérance dépend de la persistance de l'antigène .

## Prix et distinctions
Mitchison est élu Fellow de la Royal Society (FRS) en 1967 . Il est également membre étranger de la National Academy of Sciences, USA. Il est titulaire d'un doctorat honorifique de l'Institut Weizmann et reçoit en 1995 le prix Novartis d'immunologie fondamentale.
En l'honneur de son directeur fondateur, le Deutsches Rheuma-Forschungszentrum Berlin (DRFZ), un institut Leibniz, décerne chaque année le prix Avrion Mitchison à de jeunes scientifiques qui contribuent de manière significative à la compréhension et au traitement des maladies rhumatismales. Offert par la Fondation Ernst Schering jusqu'en 2018, le prix est désormais décerné par la DRFZ. Le prix en argent est de 3 000 euros.